# Ла-Виль-о-Буа-ле-Понтавер
Ла-Виль-о-Буа́-ле-Понтаве́р (фр. La Ville-aux-Bois-lès-Pontavert) — коммуна во Франции, находится в регионе Пикардия. Департамент коммуны — Эна. Входит в состав кантона Гиньикур. Округ коммуны — Лан.
Код INSEE коммуны — 02803.

## Население
Население коммуны на 2010 год составляло 114 человек.
| 1962 | 1968 | 1975 | 1982 | 1990 | 1999 | 2010 |
| ---- | ---- | ---- | ---- | ---- | ---- | ---- |
| 96   | 129  | 96   | 119  | 109  | 136  | 114  |

## Экономика
В 2010 году среди 74 человек трудоспособного возраста (15—64 лет) 53 были экономически активными, 21 — неактивными (показатель активности — 71,6 %, в 1999 году было 73,3 %). Из 53 активных жителей работали 52 человека (27 мужчин и 25 женщин), безработной была 1 женщина. Среди 21 неактивных 6 человек были учениками или студентами, 8 — пенсионерами, 7 были неактивными по другим причинам.

## Достопримечательности
В коммуне расположен Военный мемориал графства Девон, возведённый в память погибших в Третьей битве на Эне солдат 2-го батальона Девонширского полка.